# Peter Sillett
Richard Peter Tudor Sillett (* 1. Februar 1933 in Southampton; † 14. März 1998 in Ashford) war ein englischer Fußballspieler. Der groß gewachsene Abwehrspieler, der zumeist auf der rechten Abwehrseite zu finden war, gewann 1955 mit dem FC Chelsea die englische Meisterschaft und war 1958 im englischen Kader anlässlich der Weltmeisterschaft in Schweden, ohne dort jedoch zum Einsatz gekommen zu sein.

## Sportlicher Werdegang
Peter Sillett entstammte einer Fußballerfamilie. Sein Vater Charlie, der in der Endphase des Zweiten Weltkriegs getötet wurde, war Kapitän des FC Southampton gewesen und sein mehr als drei Jahre jüngerer Bruder John sollte zur Mitte der 1950er-Jahre sein Mannschaftskamerad beim FC Chelsea sein. Die Profikarriere von Peter Sillett selbst begann im Juni 1950 beim Zweitligisten aus Southampton und im Verlauf der Saison 1951/52 eroberte sich der groß gewachsene Abwehrspieler dort einen Stammplatz. Während der anschließenden Spielzeit 1952/53 zählte er bereits zu den Schlüsselspielern und nachdem die Mannschaft in die Drittklassigkeit abstiegen war, entschlossen sich die „Saints“ aus finanziellen Gründen dazu, ihr 20-jähriges Talent für 12.000 Pfund an den FC Chelsea zu transferieren.
Trainer bei Chelsea war Ted Drake, der noch mit Silletts Vater in Southampton gespielt hatte. Während des ersten Jahres kam der Neuling zunächst nur in einem Dutzend Ligaspielen zum Einsatz, aber zur Mitte der folgenden Saison 1954/55 eroberte er sich sukzessive einen Stammplatz. Dabei war er zumeist auf der rechten Abwehrseite zu finden, erhielt aber hinsichtlich seiner Einsetzbarkeit eine gewisse Flexibilität. In einer Mannschaft mit Roy Bentley und dem späteren Nationaltrainer Ron Greenwood gewann er 1955 die englische Meisterschaft. Dabei blieb besonders die Partie gegen den Hauptkonkurrenten Wolverhampton Wanderers am 9. April 1955 in Erinnerung, als er einen Elfmeter 15 Minuten vor Ende zum 1:0-Endstand verwandelte. Maßgeblich für seine Beförderung zum Strafstoßschützen – die Rolle behielt er fortan bei – waren die fünf vorausgegangenen Fehlschüsse von John Harris und Roy Bentley gewesen. Weniger glücklich verlief sein Länderspieldebüt für England im Monat darauf gegen Frankreich, als er in Paris erneut an einem Strafstoß beteiligt war. In diesem Fall verschuldete er jedoch den Elfmeter, der zum einzigen Treffer und damit zur Niederlage führte. Dessen ungeachtet absolvierte er in der anschließenden Tagen noch zwei weitere (und letzte) Länderspiele gegen Spanien (1:1) und Portugal (1:3). Für weitere Ambitionen in der englischen Auswahl hatte es auch deswegen nicht gereicht, weil seine Spielweise für internationale Maßstäbe als etwas zu schwerfällig und langsam galt. Für die Weltmeisterschaft 1958 in Schweden wurde er später noch einmal in den Kader nominiert, aber in keinem der vier Spiele kam er dort zum Einsatz.
Bis zum Ende der Saison 1960/61 blieb Sillett mit Ausnahme einer verletzungsbedingten Pause zu Beginn der Spielzeit 1956/57 (infolge einer Knieoperation) eine feste Größe in Chelseas erster Mannschaft und neben seinen Fähigkeiten in der Defensive fiel er durch harte und präzise Schüsse bei Freistößen auf. Dabei war sein Weitschusstreffer im September 1959 aus mehr als 35 Meter gegen Manchester United besonders spektakulär. Beim Neuaufbau der Mannschaft war Sillett nach dem Meisterschaftsgewinn nur einer von nur wenigen Akteuren, auf die Drake weiter vertraute. Bei der Entwicklung einer neuen Generation, zu der auch sein späterer Nachfolger Ken Shellito zählte, spielte Sillett eine maßgebliche Rolle und 1959 folgte er Derek Saunders als Kapitän nach. Das dritte Spiel der Saison 1961/62 markierte schließlich das Ende seiner Chelsea-Zeit, als er sich das Bein brach. Zwar konnte er bis zum Ende der Runde wieder genesen, aber es war offensichtlich, dass Drakes Nachfolger Tommy Docherty nach dem Abstieg 1962 nicht mehr auf ihn baute.
Obwohl gerade einmal 29 Jahre alt, entschloss sich Sillett dazu, die vorliegenden Angebote von anderen Profivereinen abzulehnen und stattdessen beim Amateurklub Guildford City seine Karriere ausklingen zu lassen. Bei Guilford gewann er 1963 den Southern League Cup, gehörte im November 1963 einer Ligaauswahl an und war in der Spielzeit 1964/65 Mannschaftskapitän. Im Sommer 1965 verlängerte der Verein nach 138 Pflichtspielen nicht mehr mit Sillett und dieser übernahm als Spieler- und später Cheftrainer Ashford Town. Weitere Trainerstationen im Non-League-Bereich waren Folkestone Town, Hastings United und Hastings Town, als Scout zählten Hereford United und Coventry City zu seinen Arbeitgebern. Im Alter von 65 Jahren starb Sillett Mitte März 1998 an den Folgen einer Krebserkrankung.

## Titel/Auszeichnungen
- Englische Meisterschaft (1): 1955
- Charity Shield (1): 1955